# Riverside International Raceway
Der Riverside International Raceway (auch bekannt als RIR oder Riverside Raceway) war eine Motorsport-Rennstrecke bei Riverside, Kalifornien. Zu den wichtigsten Veranstaltungen gehörten die Rennen des NASCAR Winston Cup. Im Jahre 1960 wurde zudem mit dem Großen Preis der USA ein Lauf zur Formel-1-Weltmeisterschaft ausgetragen. Der Riverside International Raceway war zudem eine gefürchtete Rennstrecke. Nachdem bereits im Eröffnungsrennen ein Fahrer tödlich verunglückte, verloren bis zu seiner Schließung noch viele weitere Fahrer ihr Leben.

## Streckenkonfiguration
Die Rennstrecke war so ausgelegt, dass verschiedene Arten von Motorsportrennen ausgetragen werden konnten. Es standen vier verschiedene Konfigurationen zur Verfügung. Die längste Version hatte eine Länge von 3,27 mi (5,25 km). Die Kürzeste war 2,5 mi (4,16 km) lang, wobei von der Haarnadelkurve im Infield direkt auf die Gegengerade abgebogen wurde. Der Kurs, der von NASCAR gefahren wurde, war 2,62 mi (4,22 km) lang. Dabei wurde das Infield komplett ausgelassen. Neben diesen drei Rundkursvarianten existierte auch noch eine 0,4 mi (0,7 km) lange Strecke für Dragster-Beschleunigungsrennen auf der Gegengeraden. In der ursprünglichen Konfiguration betrug die Länge dieser Geraden 1,1 mi (1,77 km). Im Jahre 1969 wurde das Layout der Strecke verändert und der Kurvenradius am Ende der Gegengerade vergrößert.

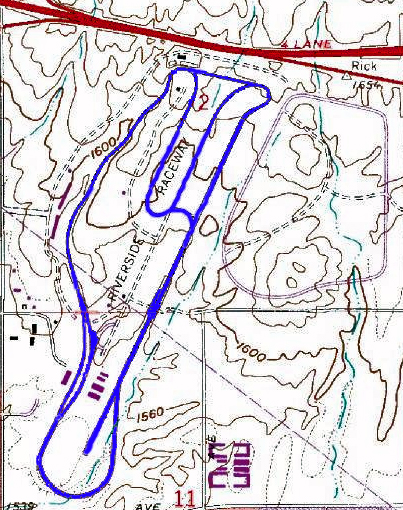
Strecke 1969–1989

## Geschichte
Die Bauarbeiten an der Strecke wurden im Januar 1957 aufgenommen. Nach nur acht Monaten Bauzeit fand das Eröffnungsrennen am 22. September 1957 statt. Ursprünglich war geplant worden, eine 5 mi (8,05 km) lange Strecke zu bauen. Nach der teilweisen Fertigstellung im Jahre 1957 wurde die Erweiterung aber nie realisiert und nach dem Umbau 1969 betrug die Länge 3,27 mi (5,25 km).
Direkt bei diesem Rennen des California Sports Car Club verunglückte John Lawrence aus Pasadena, Kalifornien, tödlich. Der Champion in der Klasse der Serienfahrzeuge bis 1500 cm³ kam in Kurve 5 von der Strecke ab, schoss die Sanddüne hoch und rollte anschließend zurück auf die Strecke. Obwohl Lawrence den eigentlichen Unfall überlebte und nur leicht verletzt erschien, verstarb er später im Krankenhaus an einer Verletzung am Gehirn.
Am 20. November 1960 war die Formel 1 auf dem Riverside International Raceway zu Gast und veranstaltete den Großen Preis der USA. Dieser letzte Lauf zur Weltmeisterschaft 1960, den Stirling Moss gewann, sollte die einzige Formel-1-Veranstaltung in Riverside bleiben.
Am 19. Januar 1964 verunglückte der NASCAR-Rennfahrer und Champion der beiden Vorjahre Joe Weatherly tödlich. Da er als Spaßvogel in der Serie bekannt war, zeigt sein Grabstein als besonderes Tribut ein Abbild der Rennstrecke.
Riverside war auch die einzige Rennstrecke, auf der ein Fahrer der IMSA tödlich verunglückte. Im 6-Stunden-Rennen von Riverside 1983, dem Los Angeles Times Grand Prix am 24. April 1983, verlor der Porsche 935 von Rolf Stommelen seinen Heckflügel in Kurve 9, schlug in zwei Barrieren ein und überschlug sich mehrfach.
Am 12. Juni 1988 kam Ruben Garcia beim Budweiser 400, dem letzten Rennen von NASCAR auf der Rennstrecke, vor der letzten Haarnadelkurve von der Strecke ab. Der Wagen durchschlug zwei Betonbarrieren und kam erst kurz vor den Zuschauern vor einem Schutzzaun zum Stehen. Zuschauer wurden bei diesem Unfall keine verletzt.
Nachdem SCORE International im Jahre 1989 das letzte Rennen auf der Rennstrecke absolviert hatte, schloss der Riverside International Raceway nach 32 Jahren die Pforten. Fritz Duda, der letzte Besitzer der Strecke, ließ anschließend einen Supermarkt auf dem Gelände errichten, der 1992 eröffnet wurde. Er befindet sich am nördlichen Ende der ehemaligen Rennstrecke. Das südliche Ende wurde in ein Wohngebiet transformiert. Nachdem auch das ehemalige Verwaltungsgebäude 2005 neuen Wohnhäusern weichen musste, ist der Riverside International Raceway vollständig verschwunden.
2003 waren Pläne gefasst worden, in Merced eine Rennstrecke mit einem an den RIR angelehnten Streckenlayout zu errichten. Das Projekt mit der Bezeichnung „Riverside Motorsports Park“ wurde nach Unregelmäßigkeiten in der Finanzierung 2009 endgültig aufgegeben, bevor überhaupt Bauarbeiten begonnen hatten.

## Film und Fernsehen
Der Riverside International Raceway war ein beliebter Drehort für Filmaufnahmen. So wurden Teile der Fernsehserien CHiPs, Simon & Simon und Knight Rider in Riverside gedreht. Auch eine Folge der Serie Detektiv Rockford und die nicht ausgestrahlte Pilotfolge „Riding With Death“ der Serie Mystery Science Theater 3000 enthielt Filmaufnahmen von der Rennstrecke.

## Statistik

### Sieger des Formel-1-Rennens in Riverside
| Nr. | Jahr | Fahrer        | Konstrukteur | Motor  | Reifen | Zeit          | Streckenlänge | Runden | Ø-Tempo      | Datum        | GP der |
| --- | ---- | ------------- | ------------ | ------ | ------ | ------------- | ------------- | ------ | ------------ | ------------ | ------ |
| 1   | 1960 | Stirling Moss | Lotus        | Climax | D      | 2:28:52,200 h | 5,271 km      | 75     | 159,330 km/h | 20. November | USA    |